# Parelhas
Parelhas ist eine Gemeinde mit gut 20.000 Einwohnern im Süden des brasilianischen Bundesstaats Rio Grande do Norte.

## Bodenschätze
An der Straße in das knapp 40 Kilometer südlich gelegene Equador finden sich die seltenen Mineralien Hydrokenomikrolith und Tantalit.

## Städtepartnerschaft
Partnerstadt von Parelhas ist Rio de Janeiro.

## Persönlichkeiten
- José Clementino de Azevedo Neto (* 1960), Sänger
- Luiz Eduardo (* 1985), Fußballspieler
- Alcivan Tadeus Gomes de Araújo (* 1972), Weihbischof
- Didi Pereira (* 1976), Fußballbundesligaspieler